# إيلي مانيت
إيلي مانيت (بالإنجليزية: Ellie Mannette)‏‏ (5 نوفمبر 1927 - 29 أغسطس 2018) هو صانع آلات موسيقية من ترينيداد وتوباغو.